# Cratere Berta
Berta  è un cratere sulla superficie di Venere.